# Dangriga

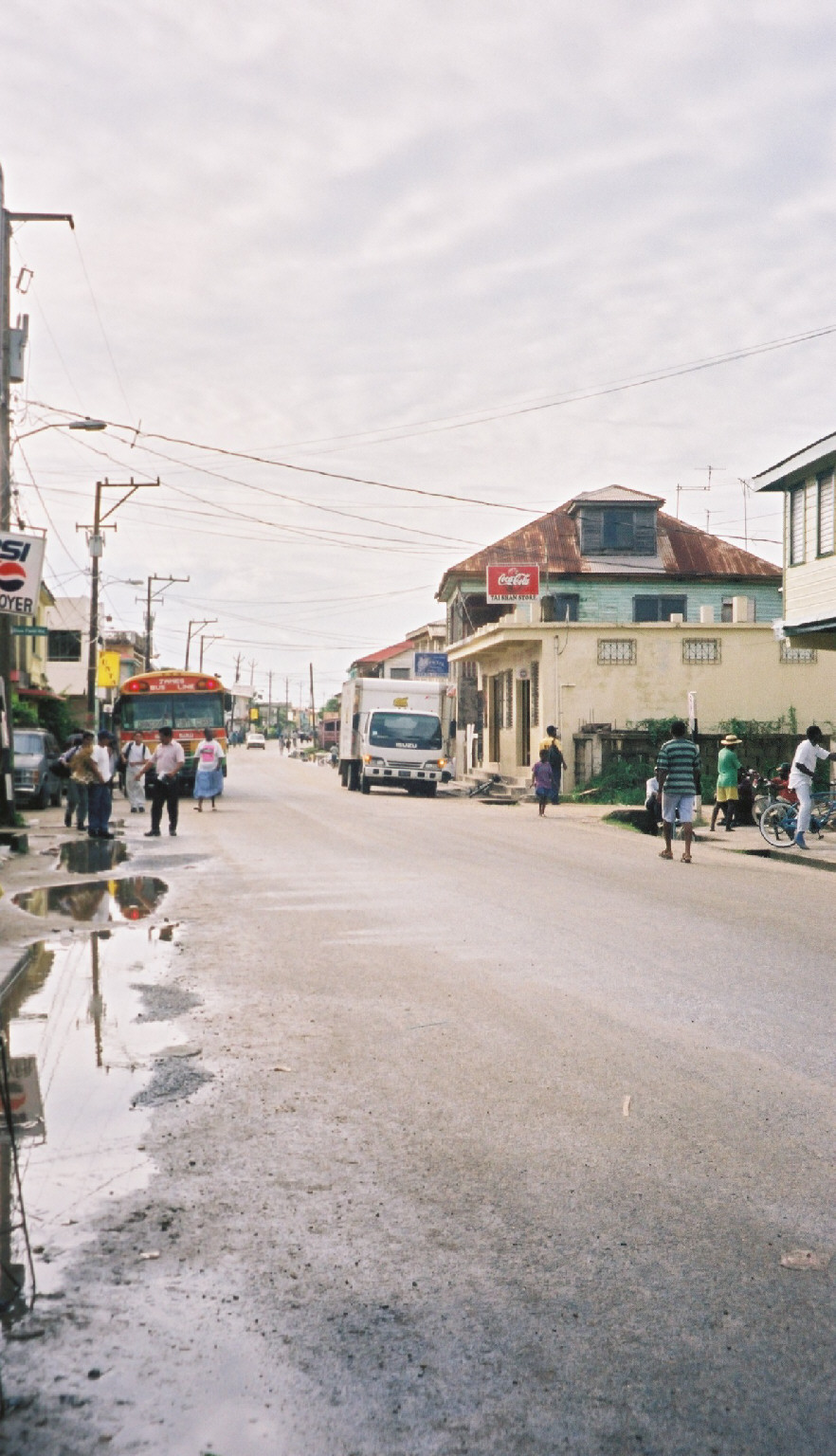
Dangriga

Dangriga, dawniej Stann Creek Town – miasto w Belize, stolica administracyjna dystryktu Stann Creek. 
W 2008 miasto zamieszkiwało 12 000 osób. Według przypuszczeń w 2013 liczba ludności spadła do 9226 osób. W mieście działa port lotniczy Dangriga.
W mieście znajduje się okręg wyborczy o tej samej nazwie.